# Асим Сарван
Асим Сарван (Таревци код Модриче, 6. новембар 1949) је српски и југословенски музичар, композитор и продуцент, један од оснивача београдске акустичарске сцене, члан групе С времена на време. Препознатљив по свом раду у области духовне и традиционалне музике.
Сарванова каријера је богата и разнолика, обухватајући рад у области културе и уметности кроз многе угледне радијске и ТВ станице, као и сарадњу са великим бројем истакнутих музичара и глумаца. Поред тога, објавио је неколико самосталних албума духовне и традиционалне музике, одржао бројне концерте и предавања.

## Биографија
Сарван је рођен 6. новембра 1949. године у Таревцима код Модриче. Због очеве војне службе, често је мењао пребивалиште, па је одрастао у Книну, Ћуприји, Параћину, а потом се, после очеве смрти 1963. године, настанио у Младеновцу, гдје завршава основну школу и гимназију. Године 1970. одлази у Београд како би уписао Филолошки факултет, али судбина га је одвела на другачији пут. Тада упознаје Љубомира Нинковића и браћу Миомира и Војислава Ђукића, с којима оснива групу „С времена на време“, која је постала кључна за развој београдске и југословенске акустичарске сцене. Група је, током седам година постојања, била препознатљива по коришћењу фолклорних мотива, обогаћивању звука заборављеним инструментима и педантним аранжманима, који су утицали на формирање музичког идентитета тог периода.
Током седам година постојања, група је одржала бројне концерте, снимања, те сарађивала са Радио Београдом, београдским позориштима и угледним југословенским музичарима и глумцима. Такође, радили су на снимању музике за песме Корнелија Ковача, Јадранке Стојаковић, Срђана Марјановића и Владе и Бајке. Сарван и његови сарадници били су награђени 1973. и 1974. године за оригиналну музику на фестивалу југословенског радија у Охриду.
Асим Сарван је 1975. године сарађивао са Атељеом 212, радећи музику за представу „Не-сумњиво лице“ коју је изводио Зоран Радмиловић.
Након распада групе, Сарван наставља самостални рад, сарадњу с Радио Београдом, где је радио као музички сарадник у оквиру Дечје редакције и Драмског програма, те са улогом музичког сарадника на различитим пројектима, укључујући радио-драме и друге облике. Развија свој музички идентитет кроз периодичне снимке и песме, све до 1993. године, када окупља групу „С времена на време“ за велики концерт у Центру „Сава“. Група снима свој последњи студијски албум „После краја“ (1995.) и приређује низ концерата, међу којима издваја концерт уживо у Студију М у Новом Саду. Сарван се тада фокусира на сарадњу с радијским програмима и документарним емисијама посвећеним традицији.
Од 1988. до 2000. године био је запослен у Радију Југославија, а касније прелази на телевизију ЈУ ИНФО канал, где је радио све до стечаја куће 2003. године. Његово ангажовање у Редакцији за културу и музику обухватило је и личне емисије у домену културе и уметности. Такође, компонује музику за позориште и започиње рад на самосталном албуму „У потрази за добрим одговором“, који се бави духовним темама и открива Сарванов нови, духовни приступ свијету. 
У сарадњи с пријатељима, Сарван 2007. године снима албум „Ајде Јано кућу да не дамо“, док је исте године поново изабран за музичког уредника Радио Светигоре. Наставља са компоновањем музике за позориште, а снима и ди-ви-ди „Молитве на језеру“, које је издао манастир Светог Архангела Михаила на Превлаци код Тивта.
Године 2021. снима албум „У време оно“ с Архимандритом Тимотејем, игуманом манастира Вазнесење (Овчар). 
Дупли албум „60е у мом граду“ и „Камен по камен“ објављен је у јесен 2022. године у издању Библијског културног центра из Београда, а карактерише га препознатљив звук, уз нове песме и свеж приступ, који је донесен захваљујући младим гитаристима Игору Сакачу и Данилу Човићу, као и искусном перкусионисти Горану Милошевићу.
Приватни живот Асима Сарвана је утемељен у породици. Са супругом Мирјаном има две ћерке, Симониду (рођену 1991.) и Теодору (рођену 1993.).